# Емін Наджафлі
Емін Муса огли Наджафлі (рос. Эмин Муса оглы Наджафли; нар. 6 травня 1977, Агджабеді, Азербайджан — дипломат, український адвокат, громадський діяч. Почесний консул Республіки Казахстан у місті Харків з 15 лютого 2020 року. Президент Харківського дипломатичного клубу з 22 серпня 2020 року.

## Біографія
Народився 6 травня 1977 року у місті Агджабеді (Азербайджан). У 1983—1992 роках навчався у школі № 9 у місті Агджабеді. У 1992–1996 роках здобував освіту у професійному ліцеї м. Анталія (Туреччина) за спеціальністю «готельний бізнес і туризм».
У 2006–2010 роках навчався в Національній юридичній академії України імені Ярослава Мудрого, здобув ступінь бакалавра за спеціальністю «правознавство». У 2010–2012 роках здобув диплом спеціаліста за тією ж спеціальністю.
У 2019 році захистив дисертацію на здобуття наукового ступеня кандидата юридичних наук на тему «Адміністративно-правові принципи адвокатської діяльності в Україні».
У 2025 році захистив дисертацію на здобуття наукового ступеня доктора юридичних наук на тему «Дигіталізація державної влади: теоретико-правовий дискурс».

## Професійна діяльність
З грудня 2012 по листопад 2014 року — помічник-консультант народного депутата України VII скликання Артема Ільюка.
З 22 липня 2015 року здійснює адвокатську діяльність (свідоцтво № 1943)
З квітня 2016 року — заступник харківського представництва Міжнародного союзу бізнесменів України і Туреччини.
З вересня 2016 року по лютий 2018 року - обіймав посаду керуючого партнера українсько-американської адвокатської групи.
З червня 2018 року по теперішній час – засновник та керівник Товариства з обмеженою відповідальністю «Консалтингова компанія «Арі Інтернейшнл».
З травня 2020 року по теперішній час – старший партнер АО «Репешко та Партнери».
Член Харківської торгово-промислової палати, ТПП України.
Асоційований член Асоціації українських правників Америки.
Член громадської організації «Н-клуб».

## Дипломатична діяльність
15 лютого 2020 року - призначений Почесним консулом Республіки Казахстан у місті Харків. Консульський округ охоплює Харківську, Полтавську і Сумську області.
22 серпня 2020 року - обраний Президентом Харківського Дипломатичного Клубу.

## Благодійність
Відкриття Скверу Мислителів у місті Харків, присвячений дружнім відносинам між Україною, Казахстаном та Азербайджаном.
Єдиним і головним меценатом проєкту став Почесний консул Республіки Казахстан в місті Харків - Емін Наджафлі.
Цитата Пана Наджафлі: "Я сам народився в Азербайджані, довгий час живу в Україні, являюся Почесним консулом Республіки Казахстан. Ці три країни для мене дуже близькі."
Cквер потрапили до Книги рекордів України.
Свідоцтво про національний рекорд у категорії «Мистецтво, вперше».
Пам'ятник створив харківський скульптор Сейфаддін Гурбанов, серед робіт якого «Сім див Харкова» на площі Архітекторів, пам'ятник Людмилі Гурченко та інші.

## Нагороди
- 24 травня 2019 року отримав подяку від Надзвичайного і Повноважного Посла Азербайджанської Республіки в Україні Азера Худієва за розвиток українсько-азербайджанських відносин.
- 8 листопада 2019 року нагороджений золотою медаллю Медаль «100-річчя органів дипломатичної служби Азербайджанської Республіки»[19].
- 20 вересня 2023 року отримав вперше видану відзнаку Харківського міського голови Ігоря Терехова - Почесний знак «Меценат Міста-Героя Харків».

## Родина
Одружений з Зейналовою Гюльназ. Має трьох синів: Ренат, Мурад та Тимур.